# Salvatore Totino
Salvatore Totino (New York, 2 november 1964) is een Amerikaans cameraman (DoP) van Italiaanse komaf.
Totino werd geboren in de New Yorkse stadsdeel Brooklyn. Zijn ouders waren emigranten uit Gioiosa Ionica. Hij begon begin jaren negentig zijn carrière als cameraman voor videoclips van artiesten als Soundgarden, R.E.M. en Bruce Springsteen. Eind jaren negentig maakte hij de overstap naar speelfilms, waarvan Any Given Sunday van regisseur Oliver Stone zijn eerste was. Hij heeft meerdere malen een samenwerkingen gehad met regisseur Ron Howard, waaronder de boekverfilmingen van Dan Brown. Totino werd in 2006 uitgenodigd om lid te worden van de Academy of Motion Picture Arts and Sciences (AMPAS) en is sinds 2007 lid van de American Society of Cinematographers (ASC) en sinds 2011 van de Italiaanse vereniging van cinematografen (AIC).

## Filmografie

### Film
| Jaar | Titel                   | Opmerkingen                                         |
| ---- | ----------------------- | --------------------------------------------------- |
| 1999 | Any Given Sunday        |                                                     |
| 2002 | Changing Lanes          |                                                     |
| 2003 | The Missing             |                                                     |
| 2005 | Cinderella Man          |                                                     |
| 2006 | The Da Vinci Code       |                                                     |
| 2008 | Frost/Nixon             |                                                     |
| 2009 | Angels & Demons         |                                                     |
| 2011 | The Dilemma             |                                                     |
| 2012 | People Like Us          |                                                     |
| 2015 | Concussion              |                                                     |
| 2015 | Everest                 | Nominatie: Camerimage, juryprijs voor beste 3D film |
| 2016 | Inferno                 |                                                     |
| 2017 | Spider-Man: Homecoming  |                                                     |
| 2018 | Bird Box                |                                                     |
| 2020 | The Postcard Killings   |                                                     |
| 2020 | The Tax Collector       |                                                     |
| 2021 | Space Jam: A New Legacy |                                                     |
| 2023 | 65                      |                                                     |

### Videoclip
| Jaar | Titel                          | Artiest                  | Opmerkingen |
| ---- | ------------------------------ | ------------------------ | ----------- |
| 1993 | Why Must We Wait Until Tonight | Tina Turner              |             |
| 1994 | Spoonman                       | Soundgarden              |             |
| 1994 | Lightning Crashes              | Live                     |             |
| 1994 | What's the Frequency, Kenneth? | R.E.M.                   |             |
| 1995 | It's Good to Be King           | Tom Petty                |             |
| 1995 | Secret Garden                  | Bruce Springsteen        |             |
| 1996 | Burden in My Hand              | Soundgarden              |             |
| 1996 | Mother Mother                  | Tracy Bonham             |             |
| 1997 | Staring at the Sun             | U2                       |             |
| 1998 | Fake Plastic Trees             | Radiohead                |             |
| 1998 | Industrial is Dead             | Fine ft. Ashley Hamilton |             |